# Холодное хранилище
«Холодное хранилище» (англ. Cold Storage) — будущий художественный фильм режиссёра Джонни Кэмпбелла. Автором сценария стал Дэвид Кепп. В главных ролях в фильме снялись Лиам Нисон и Джо Кири. Сюжет основан на одноимённом романе Кеппа.

## Сюжет
События фильма начинаются несколько десятилетий назад, когда на военном объекте содержался высокоинфекционный, постоянно мутирующий микроорганизм, способный полностью уничтожить человечество. В наши дни военные запечатали самый глубокий подуровень на объекте, продав оставшееся пространство компании, занимающейся самостоятельным хранением. По мере повышения температуры под землей микроорганизм находит способ вырваться наружу — и если оставить его на произвол судьбы, он вскоре бесконтрольно распространится по всему миру. Судьба человечества зависит от отставного специалиста по биотеррору и двух его помощников, работающих на объекте, которые ввязываются в гонку со временем, чтобы уничтожить микроорганизм и спасти человечество.

## В ролях
- Лиам Нисон — Роберто Диас
- Джо Кири
- Джорджина Кэмпбелл
- Сози Бейкон
- Ванесса Редгрейв[3]

## Производство
В мае 2022 года стало известно, что Нисон и Кири исполнят главные роли в фильме и что кинокомпания StudioCanal полностью профинансирует фильм. В октябре 2022 года Джорджина Кэмпбелл присоединилась к актёрскому составу. В марте 2023 года было объявлено, что Бэйкон присоединилась к актёрскому составу, и что съёмки начались в Италии и Марокко. Кроме того Лесли Мэнвилл ведёт переговоры об участии в фильме.